# 準同型定理
抽象代数学における準同型定理（じゅんどうけいていり、英: fundamental theorem on homomorphisms; 準同型の基本定理, fundamental homomorphism theorem）は、与えられた構造をもつ二つの対象の間の準同型が与えられたとき、その準同型の核と像とを関係づける。
準同型定理は同型定理の証明に利用できる。
以下、群の場合に定理の主張を述べるが、同様の主張はモノイド、ベクトル空間、加群、環などについても成立する。

## 定理の主張
定理 (群に関する準同型定理)
群 G, H および群準同型 f: G → H が与えられたとき、G の正規部分群 K および自然な射影 φ: G → G/K（G/K は剰余群）に対し、K ⊂ ker(f)（f の核）が成り立つならば、群準同型 h: G/K → H が存在して f = h ∘ φ とできる。
この状況を以下の可換図式
で表すことができる。これはすなわち自然な射影 φ が K を単位元に写す G 上の準同型の中でもっとも一般のものであることを言っている。
定理において K = ker(f) と置けばただちに第一同型定理が得られる。